# Margaritifera
Margaritifera је род слатководних шкољки, водени мекушаци из породице Margaritiferidae. Оне су познате као слатководне бисерне шкољке.

## Врсте
- Margaritifera auricularia или Pseudunio auricularia (Spengler, 1793) - Spengler's freshwater mussel
- Margaritifera dahurica (Middendorff, 1850)
- Margaritifera falcata (Gould, 1850) – western pearlshell
- Margaritifera hembeli (Conrad, 1838) – Louisiana pearlshell
- Margaritifera homsensis (Lea, 1865)
- Margaritifera laevis (Haas, 1910)
- Margaritifera laosensis (Lea, 1863)
- Margaritifera margaritifera (Linnaeus, 1758) – eastern pearlshell — Слатководна бисерна шкољка (садрж Margaritifera margaritifera durrovensis Phillips, 1928)
- Margaritifera marocana (Pallary, 1918)
- Margaritifera marrianae R. I. Johnson, 1983 – Alabama pearlshell
- Margaritifera middendorffi (Rosén, 1926)
- Margaritifera monodonta (Say, 1829) – spectaclecase
- Margaritifera togakushiensis Kondo & Kobayashi, 2005

## Синоними
- Cumberlandia Ortmann, 1912
- Margaritana Schumacher, 1817
- Potamida Agassiz, 1846
- Damalis Leach, 1847
- Baphia Mörch, 1853
- Baryana Bourguignat in Locard, 1889
- Margaritiferana Fagot, 1893
- Margaritanopsis Haas, 1910
- Pseudunio Haas, 1910
- Dahurinaia Starobogatov, 1970
- Schalienaia Starobogatov, 1970
- Kurilinaia Zatravkin & Bogatov in Bogatov & Zatravkin, 1988